# Großer Berg (Bad Salzuflen)
Der Große Berg ist ein 254 m ü. NHN hoher Berg und Teil des Lipper Berglands. Er liegt auf der Grenze zwischen den Städten Bad Salzuflen und Lemgo im nordrhein-westfälischen Kreis Lippe in Deutschland. Der Südteil des Berges gehört zum Bad Salzufler Stadtteil Retzen, der Nordteil zum Lemgoer Stadtteil Brüntorf. Der Gipfel liegt auf Bad Salzufler Seite.
Der Berg ist Teil eines bewaldeten Höhenzuges. Westlich befindet sich der Kahlenberg, südöstlich der Hünderser Berg. Südwestlich liegt das Gut Volkhausen.
Über den Berg führt der von Herford kommende, 72 Kilometer lange Hansaweg bis nach Hameln.
Am Südwesthang befindet sich beim Gut Volkhausen das rund 19 Hektar große Landschaftsschutzgebiet „Bachtal am Gut Volkhausen“.